# Pomeroy, Ohio
Pomeroy är administrativ huvudort i Meigs County i delstaten Ohio. Orten har fått sitt namn efter köpmannen och markägaren Samuel Pomeroy. Pomeroy hade 1 852 invånare enligt 2010 års folkräkning.